# Públicos do Santos Futebol Clube

## Maiores públicos do Santos
Maiores públicos do Santos FC como mandante:
Público pagante
|    | Público | Jogo                     | Data       | Competição            | Estádio  |
| -- | ------- | ------------------------ | ---------- | --------------------- | -------- |
| 1  | 132.728 | Santos 4 x 2 Milan       | 14/11/1963 | Copa Intercontinental | Maracanã |
| 2  | 123.318 | Santos 0 x 2 Palmeiras   | 15/10/1978 | Campeonato Paulista   | Morumbi  |
| 3  | 122.209 | Santos 0 x 1 São Paulo   | 16/11/1980 | Campeonato Paulista   | Morumbi  |
| 4  | 120.421 | Santos 1 x 0 Milan       | 16/11/1963 | Copa Intercontinental | Maracanã |
| 5  | 120.000 | Santos 0 x 1 Corinthians | 26/11/1978 | Campeonato Paulista   | Morumbi  |
| 6  | 117.676 | Santos 0 x 4 Corinthians | 29/05/1977 | Campeonato Paulista   | Morumbi  |
| 7  | 116.881 | Santos 1 x 1 Corinthians | 20/03/1977 | Campeonato Paulista   | Morumbi  |
| 8  | 116.156 | Santos 0 x 0 Portuguesa  | 26/08/1973 | Campeonato Paulista   | Morumbi  |
| 9  | 114.481 | Santos 2 x 1 Flamengo    | 22/05/1983 | Campeonato Brasileiro | Morumbi  |
| 10 | 111.111 | Santos 3 x 2 Flamengo    | 27/02/1983 | Campeonato Brasileiro | Morumbi  |

Público presente
|    | Público | Jogo                     | Data       | Competição            | Estádio  |
| -- | ------- | ------------------------ | ---------- | --------------------- | -------- |
| 1  | 150.000 | Santos 4 x 2 Milan       | 14/11/1963 | Copa Intercontinental | Maracanã |
| 2  | 127.723 | Santos 0 x 2 Palmeiras   | 15/10/1978 | Campeonato Paulista   | Morumbi  |
| 3  | 122.535 | Santos 0 x 1 São Paulo   | 16/11/1980 | Campeonato Paulista   | Morumbi  |
| 4  | 120.421 | Santos 1 x 0 Milan       | 16/11/1963 | Copa Intercontinental | Maracanã |
| 5  | 120.000 | Santos 0 x 1 Corinthians | 26/11/1978 | Campeonato Paulista   | Morumbi  |
| 6  | 119.984 | Santos 2 x 1 Flamengo    | 22/05/1983 | Campeonato Brasileiro | Morumbi  |
| 7  | 117.676 | Santos 0 x 4 Corinthians | 29/05/1977 | Campeonato Paulista   | Morumbi  |
| 8  | 117.628 | Santos 1 x 1 Corinthians | 20/08/1978 | Campeonato Paulista   | Morumbi  |
| 9  | 116.881 | Santos 1 x 1 Corinthians | 20/03/1977 | Campeonato Paulista   | Morumbi  |
| 10 | 116.773 | Santos 3 x 2 Flamengo    | 27/02/1983 | Campeonato Brasileiro | Morumbi  |

Obs.: Em todos os clássicos paulistas o mando era da FPF (Federação Paulista de Futebol).

## Maiores públicos por estádios
Maiores públicos do Santos FC por estádios:
Vila Belmiro
|   | Público | Jogo                     | Data       | Competição                |
| - | ------- | ------------------------ | ---------- | ------------------------- |
| 1 | 33.000  | Santos 0 x 0 Corinthians | 20/09/1964 | Campeonato Paulista       |
| 2 | 31.662  | Santos 0 x 5 Palmeiras   | 15/02/1976 | Taça Governador do Estado |
| 3 | 31.172  | Santos 0 x 2 Guarani     | 18/10/1978 | Campeonato Paulista       |
| 4 | 31.146  | Santos 0 x 0 Desportiva  | 15/05/1980 | Campeonato Brasileiro     |
| 5 | 30.779  | Santos 0 x 1 Ponte Preta | 02/04/1979 | Campeonato Paulista       |

Pacaembu
|   | Público | Jogo                     | Data       | Competição            |
| - | ------- | ------------------------ | ---------- | --------------------- |
| 1 | 73.532  | Santos 1 x 1 Palmeiras   | 11/12/1977 | Campeonato Brasileiro |
| 2 | 69.046  | Santos 1 x 2 Palmeiras   | 26/03/1972 | Campeonato Paulista   |
| 3 | 68.961  | Santos 0 x 1 Grêmio      | 14/12/1972 | Campeonato Brasileiro |
| 4 | 67.494  | Santos 0 x 2 Cruzeiro    | 16/10/1977 | Campeonato Brasileiro |
| 5 | 66.871  | Santos 0 x 1 Corinthians | 29/09/1974 | Campeonato Paulista   |

Morumbi
|   | Público | Jogo                     | Data       | Competição            |
| - | ------- | ------------------------ | ---------- | --------------------- |
| 1 | 127.723 | Santos 0 x 2 Palmeiras   | 15/10/1978 | Campeonato Paulista   |
| 2 | 122.535 | Santos 0 x 1 São Paulo   | 16/11/1980 | Campeonato Paulista   |
| 3 | 120.000 | Santos 0 x 1 Corinthians | 26/11/1978 | Campeonato Paulista   |
| 4 | 119.984 | Santos 2 x 1 Flamengo    | 22/05/1983 | Campeonato Brasileiro |
| 5 | 117.676 | Santos 0 x 4 Corinthians | 29/05/1977 | Campeonato Paulista   |

Parque Antártica
|   | Público | Jogo                    | Data       | Competição               |
| - | ------- | ----------------------- | ---------- | ------------------------ |
| 1 | 36.674  | Santos 1 x 1 Palmeiras  | 04/04/1976 | Campeonato Paulista      |
| 2 | 34.556  | Santos 4 x 1 Palmeiras  | 29/10/1967 | Campeonato Paulista      |
| 3 | 33.861  | Santos 2 x 2 São Paulo  | 25/03/1973 | Campeonato Paulista      |
| 4 | 31.951  | Santos 1 x 0 Palmeiras  | 10/11/1993 | Campeonato Brasileiro    |
| 5 | 31.621  | Santos 0 x 0 Portuguesa | 11/04/1970 | Taça Cidade de São Paulo |

Maracanã
|   | Público | Jogo                       | Data       | Competição            |
| - | ------- | -------------------------- | ---------- | --------------------- |
| 1 | 150.000 | Santos 4 x 2 Milan         | 14/11/1963 | Copa Intercontinental |
| 2 | 120.421 | Santos 1 x 0 Milan         | 16/11/1963 | Copa Intercontinental |
| 3 | 94.129  | Santos 3 x 2 Benfica       | 19/09/1962 | Copa Intercontinental |
| 4 | 63.376  | Santos 3 x 2 Boca Juniors  | 04/09/1963 | Copa Libertadores     |
| 5 | 23.916  | Santos 2 x 3 Independiente | 15/07/1964 | Copa Libertadores     |

Na Arena Corinthians
1. Corinthians 2 x 0 Santos, 42.058, 20 de setembro de 2015, Campeonato Brasileiro [2]

No Allianz Parque
1. Palmeiras 1 x 1  Santos, 40.035, 12 de julho de 2016, Campeonato Brasileiro

No Estádio Brinco de Ouro da Princesa
1. Guarani 1 x 1 Santos, 38.582, 4 de maio de 1980 (34.232 pagantes), Campeonato Brasleiro

No Estádio Moisés Lucarelli
1. Ponte Preta 0 x 1 Santos, 33.500, 16 de agosto de 1970, Campeonato Paulista

No Estádio do Canindé
1. Portuguesa 0 x 0 Santos, 20.305, 8 de novembro de 2001, Campeonato Paulista

## Médias de público em Campeonatos Brasileiros
Médias de público do Santos FC em Campeonatos Brasileiros desde 1971:
| Ano  | Público | Ano  | Público | Ano  | Público | Ano  | Público | Ano  | Público |
| ---- | ------- | ---- | ------- | ---- | ------- | ---- | ------- | ---- | ------- |
| 1971 | s/d     | 1981 | s/d     | 1991 | 10 583  | 2001 | 11 145  | 2011 | 8 892   |
| 1972 | s/d     | 1982 | s/d     | 1992 | 14 754  | 2002 | 15 934  | 2012 | 8 108   |
| 1973 | 31 319  | 1983 | 49 306  | 1993 | 14 457  | 2003 | 7 735   | 2013 | 10 405  |
| 1974 | s/d     | 1984 | s/d     | 1994 | 9 076   | 2004 | 12 870  | 2014 | 9 243   |
| 1975 | s/d     | 1985 | s/d     | 1995 | 14 552  | 2005 | 9 759   | 2015 | 8 691   |
| 1976 | s/d     | 1986 | 15 518  | 1996 | 5 303   | 2006 | 9 699   | 2016 | 11 225  |
| 1977 | s/d     | 1987 | 9 323   | 1997 | 11 638  | 2007 | 7 992   | 2017 | 11 585  |
| 1978 | s/d     | 1988 | 11 488  | 1998 | 19 658  | 2008 | 9 803   | 2018 | 10 576  |
| 1979 | -       | 1989 | 9 862   | 1999 | 12 652  | 2009 | 9 038   | 2019 | 10 307  |
| 1980 | s/d     | 1990 | 11 081  | 2000 | s/d     | 2010 | 9 200   |      |         |

A média de público do ano de 1983 de 49.306 santistas por partida é a maior média de público já registrada na história do futebol paulista.